# 여자의 이 아픔을
여자의 이 아픔을은 1980년 공개된 대한민국의 영화이다.

## 배역
- 윤미라 : 상희 역
- 유장현
- 김보연 : 윤희 역
- 김하림